# Parents Music Resource Center

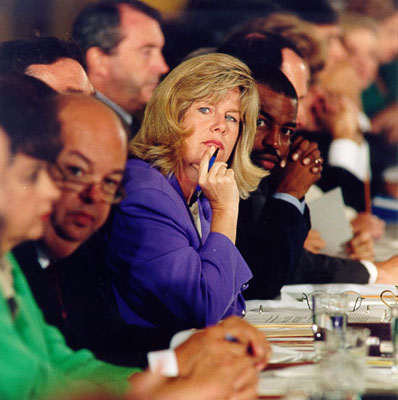
Tipper Gore, co-fundadora do Parents Music Resource Center.

Parents Music Resource Center (Centro de Recursos Musicais para Pais, conhecido pela sigla em inglês PMRC) foi um comitê estadunidense formado em 1985 com o objetivo declarado de aumentar o controle dos pais sobre o acesso de crianças e adolescentes à música considerada violenta, ou que possuísse apologia ao uso de drogas ou a temas sexuais por meio da rotulagem de álbuns com o selo Parental Advisory. O comitê foi fundado por quatro mulheres conhecidas como "Esposas de Washington" - uma referência às conexões de seus maridos com o governo na área de Washington, D.C. As mulheres que fundaram o PMRC são Tipper Gore, esposa do então senador e posteriormente vice-presidente dos Estados Unidos Al Gore; Susan Baker, esposa do Secretário do Tesouro James Baker; Pam Howar, esposa do corretor de imóveis de Washington, Raymond Howar; e Sally Nevius, esposa do ex-presidente do Conselho Municipal de Washington, John Nevius. O PMRC finalmente cresceu e passou a incluir 22 participantes antes de ser dissolvido em meados da década de 1990.

## Antecedentes e formação
Em outubro de 1984, a National Parent-Teacher Association (National PTA) emitiu uma carta a 30 gravadoras e à Recording Industry Association of America (RIAA); nesta carta foi solicitada a etiquetagem dos discos que continham “conteúdos explícitos". Nenhuma das companhias gravadoras concordou com a proposta da National PTA.
Na mesma época, Tipper Gore, após ver sua filha, na época com 12 anos, ouvindo a canção Darling Nikki, de Prince (do álbum Purple Rain), que fazia uma referência explícita à masturbação, se convenceu da necessidade de formar um grupo que pressionasse as gravadoras a informar os consumidores sobre o conteúdo das músicas consideradas explícitas, crença reforçada após ver alguns videoclipes na MTV que, segundo ela, traziam uma mensagem negativa e sexista (como, por exemplo, Hot for Professor de Van Halen, Rock You Like a Hurricane de Scorpions e Looks That Kill de Mötley Crüe). Após se juntar a Baker, Nevius e Howar e com o apoio financeiro de Mike Love (da banda The Beach Boys) e de Joseph Coors, presidente da cervejaria Coors Brewing Company, no início de 1985, o PMRC foi criado.

## Ações
Como método de combate a este alegado problema, o PMRC sugeriu um movimento voluntário da RIAA e da indústria musical para desenvolver a rotulagem musical na forma de um sistema de classificação semelhante ao sistema de classificação de filmes desenvolvido pela Motion Picture Association of America. Outras sugestões do PMRC, publicadas em um artigo no The Washington Post incluíam: imprimir avisos e letras nas capas dos álbuns, forçar as lojas de discos a não exibir álbuns com capas explícitas, pressionar as estações de televisão a não transmitir músicas ou vídeos considerados "violentos", "reconsiderar" os contratos de músicos que atuaram de forma violenta ou sexual em shows e a criação de um painel para definir os padrões da indústria.

## "The Filthy Fifteen"
Uma das ações do PMRC foi compilar uma lista de quinze canções da música popular, da época, que considerou as mais questionáveis. Esta lista é conhecida como "The Filthy Fifteen" (As Quinze Imundas) e consiste nas seguintes músicas, juntamente com a categoria de conteúdo lírico para a qual cada música foi considerada questionável. Destacam-se a presença de canções e artistas considerados mainstream da música pop como a escocesa Sheena Easton com Sugar Walls (cujo título da música supostamente faria referências ao órgão sexual feminino), Madonna com Dress You Up (que possui referências a uma relação sexual em sua letra) e Cyndi Lauper com She Bop (que supostamente faria referências à masturbação feminina), bem como bandas de heavy metal como Black Sabbath, Venom, Mötley Crüe, AC/DC e o cantor Prince.
| #  | Artista         | Título                          | Conteúdo lírico                     |
| -- | --------------- | ------------------------------- | ----------------------------------- |
| 1  | Prince          | "Darling Nikki"                 | Sexo e masturbação                  |
| 2  | Sheena Easton   | "Sugar Walls"                   | Sexo                                |
| 3  | Judas Priest    | "Eat Me Alive"                  | Sexo e violência                    |
| 4  | Vanity          | "Strap On 'Robbie Baby'"        | Sexo                                |
| 5  | Mötley Crüe     | "Bastard"                       | Violência e linguagem obscena       |
| 6  | AC/DC           | "Let Me Put My Love Into You"   | Sexo                                |
| 7  | Twisted Sister  | "We're Not Gonna Take It"       | Violência                           |
| 8  | Madonna         | "Dress You Up"                  | Sexo                                |
| 9  | W.A.S.P.        | "Animal (Fuck Like a Beast)"    | Sexo, linguagem obscena e violência |
| 10 | Def Leppard     | "High 'n' Dry (Saturday Night)" | Uso de drogas e álcool              |
| 11 | Mercyful Fate   | "Into the Coven"                | Ocultismo                           |
| 12 | Black Sabbath   | "Trashed"                       | Uso de drogas e álcool              |
| 13 | Mary Jane Girls | "In My House"                   | Sexo                                |
| 14 | Venom           | "Possessed"                     | Ocultismo                           |
| 15 | Cyndi Lauper    | "She Bop"                       | Sexo e masturbação                  |

## Audiência
Antes do acordo com as gravadoras entrar em vigor, porém, houve uma audiência no Senado dos Estados Unidos com a presença de representantes do PMRC e, em contrapartida, Dee Snider, vocalista da banda Twisted Sister, o cantor de música country John Denver e o cantor e compositor Frank Zappa; como testemunhas estiveram os senadores Paula Hawkins (republicana) e Al Gore (democrata). A audiência ocorreu em 19 de setembro de 1985: o discurso de Zappa em particular foi articulado e polêmico, embora formalmente o tema em discussão na audiência não fosse a imposição de qualquer censura ao conteúdo dos discos, mas a adesão ou não a uma política de aviso prévio voluntário sobre a natureza de tal conteúdo.

### Depoimentos favoráveis
A senadora Paula Hawkins apresentou três capas de discos (Pyromania de Def Leppard, WOW de Wendy O. Williams e W.A.S.P. de W.A.S.P.) e os videoclipes de "Hot for Teacher" de Van Halen e "We Not Gonna Take It" de Twisted Sister, comentando: "Muita coisa mudou desde os tempos aparentemente inocentes de Elvis. Sutilezas, sugestões e insinuações deram lugar a expressões e descrições abertas de atos sexuais frequentemente violentos, uso de drogas e flertes com o ocultismo. As capas dos álbuns para mim são autoexplicativas."
Susan Baker testemunhou que "certamente há muitas causas para esses males em nossa sociedade, mas afirmamos que as mensagens difundidas destinadas às crianças que promovem e glorificam o suicídio, o estupro, o sadomasoquismo e assim por diante, devem ser contadas entre os contribuintes fatores." Tipper Gore pediu às gravadoras que voluntariamente "coloquem uma etiqueta de advertência em produtos musicais inapropriados para crianças menores devido a letras sexuais explícitas ou violentas".
A vice-presidente nacional de atividade legislativa da National PTA, Millie Waterman, relatou o papel da National PTA no debate e propôs imprimir o símbolo "R" na capa das gravações contendo "linguagem sexual explícita, violência, palavrões, ocultismo e glorificação de drogas e álcool", e fornecer letras para álbuns com o rótulo "R".
Além disso, o Dr. Joe Stuessy, professor de música da Universidade do Texas em San Antonio, falou sobre o poder da música para influenciar o comportamento. Ele argumentou que o heavy metal era diferente das formas anteriores de música, como jazz e rock and roll, porque era "música de igreja" e "tinha como um de seus elementos centrais o ódio". O Dr. Paul King, um psiquiatra infantil e adolescente, testemunhou sobre a divinização dos músicos de heavy metal e a apresentação do heavy metal como religião. Ele também afirmou que "muitos" adolescentes leem profundamente as letras das músicas.

### Depoimentos contrários
Frank Zappa contestou os objetivos que o PMRC se propôs alcançar: “A proposta do PMRC é um disparate mal concebido que falha em trazer quaisquer benefícios reais às crianças, infringe as liberdades civis de pessoas que não são crianças e promete manter os tribunais ocupados durante anos lidando com os problemas de interpretação e aplicação inerentes à concepção do que foi proposto”. Zappa também acrescentou ainda que “o PMRC visa eliminar a caspa por meio da decapitação [...] Ninguém força a Sra. Gore ou a Sra. Baker a levar os discos de Prince ou Sheena Easton para casa. Graças à Constituição, elas são livres para escolher outros gêneros musicais para seus filhos [...] Na prática, as reivindicações do PMRC soam como um manual de instruções para domar todo compositor e todo cantor, usando as letras de alguns deles como pretexto". Ele disse também que "O PMRC promove seu programa como um tipo inofensivo de serviço de informação ao consumidor, fornecendo 'diretrizes' que ajudarão os pais perplexos na determinação da 'adequação' dos registros ouvidos por 'crianças muito pequenas'. Os métodos que eles propõem têm vários efeitos colaterais infelizes, entre eles a redução de toda a música americana, gravada e ao vivo, ao nível intelectual de uma sessão de desenhos animados da manhã de sábado".
Mais calma, mas não menos crítica, a intervenção de John Denver, o segundo na ordem de tempo a falar na audiência, que, além de estigmatizar os efeitos práticos de qualquer censura (lamentou durante a audiência que sua música Rocky Mountain High havia sido banida de muitas rádios devido a supostas referências ao uso de drogas: "Foi claramente uma interpretação equivocada: mas quem pode me garantir que qualquer órgão público responsável pela avaliação de uma música minha julgaria melhor?") frisou que a iniciativa do PMRC teria sido, em sua opinião, "ditada pelo medo": "como disse o presidente Roosevelt, não temos nada a temer além de nós mesmos. Não tenho medo de nada: não tenho medo de que o que meus filhos possam ver, ser mostrado a eles ou feito em sua presença irá de alguma forma diminuir minha influência sobre eles e sua capacidade de crescer, serem adultos responsáveis e talvez, um dia, sirvam nesta respeitável instituição", concluindo, a pedido específico, que se "opõe, como artista, a qualquer sistema de avaliação preventiva dos conteúdos, mesmo que voluntário".
Dee Snider criticou o papel do PMRC, que ele julgou ser falsificador, prejudicial e inapropriado. Em relação à primeira alegação, ele citou três ocasiões em que o PMRC fez falsas acusações sobre ele e seu grupo: na faixa Under the Blade, retirada do álbum de mesmo nome de 1982, Tipper Gore entendeu a música como um elogio ao sadomasoquismo e estupro: segundo Dee Snider, na realidade, a música fazia referências a um colega de banda que estava internado e passaria por uma cirurgia e que a canção era inspirada no medo que ele imaginava que alguém experimentaria passando por esse procedimento médico. Dee Snider também disse que "o único sadomasoquismo, escravidão e estupro nesta música está na mente da Sra. Gore."
Sobre o vídeo de We Not Gonna Take It, foram feitas denúncias da suposta violência nele contida, onde, Snider apontou, se tratava do mesmo tipo de situações mostradas em desenhos animados em que um personagem, mesmo depois "tendo sofrido uma catástrofe, levantava-se perfeitamente bem". Tipper Gore também foi citada por ter emitido uma declaração acusando o grupo de Dee Snider de sexismo com base no fato de que eles viram alguns adolescentes vestindo camisetas com as palavras "Twisted Sister" acompanhados pela figura de uma mulher algemada, fazendo uma suposta apologia ao sadomasoquismo; Snider afirmou, nunca haviam sido vinculadas ao grupo e que o grupo nunca havia promovido ou comercializado, acrescentando que sua ideia de rock and roll é igualitária e não sexista". Por fim, Dee Snider concluiu dizendo que "a responsabilidade total pela defesa de meus filhos recai sobre os ombros de minha esposa e eu, porque não há ninguém mais capaz de fazer esses julgamentos por nós."

## A adoção do selo
Em 1º de novembro de 1985, com a audiência ainda em andamento, a RIAA concordou em colocar o aviso Parental Advisory nos discos (que ganhou o apelido de Tipper Sticker – Selo da Tipper – e, como tal, entrou na cultura popular), porém reservando a discrição sobre quais títulos receberia o selo e em qualquer caso,  sempre de forma genérica, ao contrário do solicitado pelo PMRC, que propôs uma etiquetagem precisa com base na letra das músicas. Apesar do caráter puramente voluntário desta etiquetagem dos discos, que entrou no mérito do conteúdo apenas a partir de 1990, ela foi definida como "infame" por aqueles que se opunham a qualquer forma de censura ou autocensura preventiva; como resultado, várias lojas (como o Walmart) se recusaram a vender discos com o selo (o que levou muitos músicos a lançar versões editadas de seus discos e CDs para evitar a saída desse canal de vendas).
Vários foram os trabalhos rotulados sob pressão do PMRC; entre as ações mais polêmicas esteve o álbum Jazz from Hell (1986) de Frank Zappa, que recebeu o selo mesmo sendo um álbum com músicas instrumentais. O motivo dado pelo PMRC para que o disco recebesse o selo teria sido devido à canção G-Spot Tornado, em que supostamente há referências ao ponto G da vagina, embora houvesse quem denunciasse isso como pretexto para uma represália contra o artista, que durante a audiência no Senado havia tecido duras críticas ao PMRC.

### Reações
A iniciativa do PMRC foi vista por muitos artistas como uma tentativa de introduzir uma forma de censura na música; portanto, não faltaram trabalhos voltados para denegrir, opor-se e parodiar o comportamento da associação e da RIAA. Entre as obras mais conhecidas são citadas:
- Mother (1988), de Danzig, grupo americano de heavy metal que faz referências precisas e críticas ao sistema de etiquetagem de discos: em entrevista de 1999, o líder do grupo Glenn Danzig definiu Tipper Gore "uma maldita censora".[16]
- Master of Puppets (1986) do Metallica: nas capas de algumas cópias do disco havia um adesivo vermelho de advertência, satirizando o Parental Advisory, no qual o ouvinte era avisado que a única música a não ouvir era Damage, Inc. porque continha a palavra Fuck; a etiqueta também mostrava uma lista de palavrões, especificando que esses termos não estavam presentes em nenhuma outra faixa do disco;
- Hook in Mouth (1988), do Megadeth, do álbum So Far, So Good... So What! faz duras críticas contra PMRC e Tipper Gore "graças à qual encontramos este rótulo infame"; no vídeo de In My Darkest Hour, retirado do mesmo álbum, um adesivo com as palavras Fuck the PMRC (Foda-se o PMRC) está visível no baixo de David Ellefson;
- Censorshit (1992) de Ramones, do álbum Mondo Bizarro: [a etiqueta é] apenas uma cortina de fumaça dos problemas reais: déficit de poupança e empréstimo, os sem-teto, o meio ambiente;
- Em 18 de julho de 1993, o Rage Against the Machine protestou contra o PMRC na 3ª edição do Lollapalooza em ficando nu no palco com fita adesiva cobrindo a boca e as letras PMRC escritas no peito dos membros do grupo. A banda usou seus 14 minutos de apresentação sem tocar nenhuma música. O único som emitido foi o feedback de áudio das guitarras de Tom Morello e Tim Commerford.[17] Posteriormente, a banda fez um show gratuito para fãs desapontados.[17]
- O rapper Eminem faz críticas diretas com palavras de baixo calão direcionadas a Tipper Gore e indiretamente ao PMRC na música White America, do álbum de 2002 The Eminem Show.[18]

## Dissolução
Em 1987, também tentando responder às fortes críticas recebidas após sua atividade no PMRC, Tipper Gore escreveu que havia decidido fazer algo quando percebeu que o chamado Porn Rock (as referências sexuais em canções de Judas Priest, Mötley Crüe, Sheena Easton e outros) estava se tornando majoritário, também enfatizando que a solução não era a censura; no entanto, ela argumentou que havia uma necessidade de reforçar a vigilância sobre o que os filhos de pais responsáveis deveriam ter permissão para usar. Depois que Al Gore foi eleito vice-presidente dos Estados Unidos nas eleições presidenciais nos Estados Unidos de 1992, Tipper Gore se afastou das atividades do PMRC e o grupo se dissolveu.

Atualmente, algumas lojas nos Estados Unidos possuem uma política proibindo a venda de discos que contenham o selo Parental Advisory. Em 2009, o Walmart se recusou a vender o álbum 21st Century Breakdown, de Green Day, uma vez que o álbum recebeu o selo e a banda não lançou uma versão editada. O guitarrista e vocalista da banda, Billie Joe Armstrong respondeu afirmando: "Não há nada de sujo em nosso disco... Eles querem que os artistas censurem seus discos para serem levados para lá. Nós apenas dissemos não. Nunca fizemos isso antes. Você se sente como você estivesse em 1953 ou algo assim."